# Lower Grand Lagoon
Lower Grand Lagoon – jednostka osadnicza w Stanach Zjednoczonych, w stanie Floryda, w hrabstwie Bay, nad Zatoką Meksykańską.